# 570'erne
Århundreder: 5. århundrede – 6. århundrede – 7. århundrede
Årtier: 520'erne 530'erne 540'erne 550'erne 560'erne – 570'erne – 580'erne 590'erne 600'erne 610'erne 620'erne
År: 570 571 572 573 574 575 576 577 578 579